# Dimitris Nikolaou
Dimitrios Nikolaou (en griego: Διμιτριοσ Νικολαοu; Chalkida, 13 de agosto de 1998) es un futbolista griego que juega como defensa en la S. S. C. Bari de la Serie B de Italia.

## Selección nacional
El 15 de mayo de 2018 debutó con la selección absoluta de Grecia en un amistoso ante Arabia Saudita que vencieron los asiáticos por dos goles a cero.

## Clubes
| Club                   | País   | Año       |
| ---------------------- | ------ | --------- |
| Olympiacos de El Pireo | Grecia | 2015-2019 |
| Empoli F. C. (cedido)  | Italia | 2019      |
| Empoli F. C.           | Italia | 2019-2021 |
| Spezia Calcio          | Italia | 2021-2024 |
| Palermo F. C.          | Italia | 2024-     |
| S. S. C. Bari (cedido) | Italia | 2025-     |